# Ncurses
ncurses (new curses) je knihovna poskytující rozhraní pro tvorbu aplikací v textovém režimu běžících v unixovém terminálu.
Knihovna emuluje chování knihovny curses z Unixu System V Release 4.0.
Knihovna byla vyvinuta pod operačním systémem Linux, a byla portována na velké množství dalších unixových operačních systémů, ale i na OS/2 Warp.
Knihovna ncurses je součástí projektu GNU, avšak je vydána pod zvláštní licencí (podobné licenci MIT), nikoli tedy pod licencí GPL či LGPL, jak je často (chybně) uváděno.